# كارين باس
كارين روث باس (/ ˈbæs / ؛ من مواليد 3 أكتوبر 1953 م) هي سياسية وأخصائية اجتماعية أمريكية تعمل كممثل الولايات المتحدة لمنطقة الكونجرس السابع والثلاثين في كاليفورنيا منذ عام 2011م. المقاطعة، المرقمة على أنها المنطقة الثالثة والثلاثين لفترة ولايتها الأولى، تغطي عدة مناطق جنوب وغرب وسط مدينة لوس أنجلوس. كعضو في الحزب الديمقراطي، عملت سابقًا لمدة ست سنوات في جمعية ولاية كاليفورنيا، وآخر عامين كرئيسة. باس مرشح في انتخابات بلدية لوس أنجلوس لعام 2022.
في 28 نوفمبر 2018، تم انتخاب باس رئيسًا للكونغرس التجمع الأسود (CBC) خلال الكونغرس 116. كما أنها تشغل منصب رئيس اللجنة الفرعية للشؤون الخارجية بمجلس النواب الأمريكي حول إفريقيا، والصحة العالمية، وحقوق الإنسان العالمية والمنظمات الدولية، واللجنة القضائية الفرعية التابعة لمجلس النواب الأمريكي والمعنية بالجريمة والإرهاب والأمن الداخلي.
قبل انتخابها لعضوية الكونغرس، مثلت باس الدائرة 47 في جمعية ولاية كاليفورنيا (2004-2010). في عام 2008، تم انتخابها لتعمل كرئيسة رقم 67 لجمعية ولاية كاليفورنيا، لتصبح أول امرأة أمريكية من أصل أفريقي في تاريخ الولايات المتحدة تعمل كرئيسة لهيئة تشريعية للولاية. فازت بجائزة جون إف كينيدي الشخصية في الشجاعة في عام 2010 لقيادتها خلال فترة الركود العظيم.

## النشأة والتعليم
ولدت باس في لوس أنجلوس، كاليفورنيا، وهي ابنة Wilhelmina (née Duckett) و DeWitt Talmadge Bass. كان والدها حاملًا للبريد وكانت والدتها ربة منزل. نشأت في أحياء البندقية وفيرفاكس في لوس أنجلوس وتخرجت من مدرسة ألكسندر هاميلتون الثانوية عام 1971.
أثار مشاهدة حركة الحقوق المدنية على شاشة التلفزيون مع والدها عندما كانت طفلة اهتمامها بالنشاط المجتمعي. أثناء وجوده في المدرسة الإعدادية، بدأ باس التطوع لحملة بوبي كينيدي الرئاسية. في منتصف السبعينيات كانت منظمة لواء Venceremos ، وهي مجموعة مؤيدة لكوبا نظمت رحلات للأمريكيين إلى كوبا. زارت كوبا ثماني مرات في السبعينيات.
وذهبت لدراسة الفلسفة في جامعة ولاية سان دييغو، وتخرجت من برنامج مساعد طبيب كلية الطب بجامعة كاليفورنيا في كيك. ثم حصلت على بكالوريوس العلوم في العلوم الصحية من جامعة ولاية كاليفورنيا دومينغيز هيلز. كما حصلت على درجة الماجستير في العمل الاجتماعي من جامعة جنوب كاليفورنيا.

### التحالف المجتمعي ووباء الكوكايين الكراك
في الثمانينيات، أثناء عمله كمساعد طبيب ومدرب إكلينيكي في مدرسة كيك للطب في برنامج مساعد الأطباء التابع  شهد باس تأثير وباء الكراك في جنوب لوس أنجلوس. بعد حضور مؤتمر "Crack: The Death of a Race" في سان فرانسيسكو استضافه سيسيل ويليامز، قررت تنظيم رد.
في أواخر الثمانينيات، أسس باس وغيره من منظمي المجتمع المحلي، وهي منظمة مهمتها المساعدة في تغيير الظروف الاجتماعية والاقتصادية في جنوب لوس أنجلوس التي تعزز الإدمان والجريمة والعنف والفقر من خلال بناء مؤسسة مجتمعية تضم الآلاف في خلق والتأثير وتغيير السياسة العامة.

## جمعية كاليفورنيا
في عام 2004، تم انتخاب باس لتمثيل منطقة التجمع 47 في كاليفورنيا. عند تنصيبها، أصبحت المرأة الأمريكية الأفريقية الوحيدة التي تعمل في المجلس التشريعي للولاية. أعيد انتخابها في عامي 2006 و 2008 قبل انتهاء فترة ولايتها. خدم باس مدن ومجتمعات Culver City و West Los Angeles و Westwood و Cheviot Hills و Leimert Park و Baldwin Hills و View Park-Windsor Hills و Ladera Heights و Crenshaw District و Little Ethiopia وأجزاء من كورياتاون وجنوب لوس أنجلوس.[بحاجة لمصدر]

### القيادة قبل انتخاب رئيس مجلس النواب
عين رئيس مجلس النواب فابيان نونيز باس كاليفورنيا أغلبية الجمعية البرلمانية للجلسة التشريعية 2005-06 وزعيمة الأغلبية للدورة التشريعية 2007–08. خلال فترة ولايتها الأولى، أسست وترأست لجنة اختيار جمعية كاليفورنيا للرعاية بالتبني، ونفذت مجموعة من القوانين الجديدة للمساعدة في تحسين نظام رعاية التبني في الولاية وقادت الجهود لتأمين 82 مليون دولار في التمويل الإضافي لنظام رعاية الطفل في الولاية. بتوجيه منها، أقرت لجنة سيليكت تشريعًا مصممًا لتحسين حياة الأطفال الأكثر ضعفًا في كاليفورنيا[بحاجة لمصدر]
خلال فترة عملها كسوط الأغلبية، شغلت باس أيضًا منصب نائب رئيس التجمع التشريعي الأسود. كنائبة للرئيس، أصدرت أول تقرير على الإطلاق عن «ولاية بلاك كاليفورنيا»، والذي تضمن جهدًا تنظيميًا على مستوى الولاية لإشراك سكان كاليفورنيا السود في قاعات البلديات في كل جزء من الولاية مع مجتمع أسود سائد للحصول على أفكار لجدول أعمال تشريعي. كانت نتيجة التقرير جدول أعمال تشريعي لمجتمع السود تم إصداره خلال فترة عملها كقائدة للأغلبية.

### المتحدث
انسحب نونيز من الجمعية في نهاية جلسة 2007-2008، تاركًا باس باعتباره ثاني أعلى مرتبة ديمقراطية في الجمعية. بعد تعزيز دعم غالبية المشرعين، بما في ذلك بعض الذين كانوا يخططون في السابق للترشح لمنصب المتحدثين بأنفسهم، تم انتخاب باس رئيسًا في 28 فبراير 2008، وأدى اليمين في 13 مايو 2008.
كمتحدث، روج باس للعديد من القوانين لتحسين نظام رعاية الطفل في الولاية. خلال عامها الأول، بادرت بتوسيع التغطية التأمينية للأسر الصحية لمنع الأطفال من الذهاب بدون تأمين صحي وعملت على إزالة العوائق البيروقراطية التي تحول دون اعتماد الشركات الصغيرة. كما حصلت على أكثر من 2.3 مليون دولار للمساعدة في تنشيط مسرح Vision التاريخي في لوس أنجلوس وأكثر من 600 مليون دولار لمدرسة Los Angeles Unified School District. عمل باس مع الحاكم وأسس لجنة كاليفورنيا لاقتصاد القرن الحادي والعشرين لإصلاح قانون الضرائب في كاليفورنيا. كما حاربت من أجل إلغاء لجنة مواطني كاليفورنيا لإعادة تقسيم الدوائر.

#### أزمة ميزانية كاليفورنيا (2008-2010)
أصبح باس المتحدث خلال فترة الاضطرابات الاقتصادية الشديدة. بدأت المفاوضات بشأن خطة الإنفاق لمعالجة عجز الميزانية بمليارات الدولارات في اليوم الذي أدى فيه باس اليمين. تضمن بيان صادر عن مؤسسة جون ف.كينيدي الوصف التالي للأحداث:
في شباط (فبراير) 2009، وسط واحدة من أسوأ أزمات الميزانية في تاريخ كاليفورنيا، والاقتصاد المنهار، والأزمة الحزبية الكارثية المحتملة، اجتمع قادة الحزبين الجمهوري والديمقراطي في الولاية لمعالجة حالة الطوارئ المالية. بعد أسابيع من المفاوضات الشاقة، توصل القادة التشريعيون والحاكم شوارزنيجر إلى اتفاق بشأن صفقة شاملة لإغلاق معظم العجز البالغ 42 مليار دولار، ووضع حدًا لسنوات من تقاعس الحكومة وتجنب القرارات الصعبة اللازمة لمعالجة المالية المتزايدة في ولاية كاليفورنيا. مصيبة. كانت الصفقة مرفوضة من الجميع تقريبًا؛ احتوت على زيادات ضريبية، تعهد الجمهوريون بمعارضتها منذ فترة طويلة، وخفض الإنفاق الصارم، مما أدى إلى انتقادات شديدة للديمقراطيين. تمت الإطاحة بالجمهوريين من مناصبهم القيادية في الحزب بسبب الاتفاقية. هزم الناخبون استفتاء الميزانية في مايو 2009.
في يونيو 2009، وجهت باس انتقادات من المعلقين المحافظين لتصريحاتها خلال مقابلة مع مراسل لوس أنجلوس تايمز بات موريسون ردا على سؤال حول كيفية تأثير الإذاعة الحوارية المحافظة على جهود الجمعية لتمرير ميزانية الدولة. في إشارة إلى الإدانة الصادرة عن المذيعين المحافظين في الإذاعة الحوارية التي تعرض لها ثلاثة من الجمهوريين بعد أن صوتوا لخطة يرعاها الديمقراطيون لتوليد الإيرادات عن طريق زيادة الضرائب،  وصف باس الضغوط التي يواجهها المشرعون الجمهوريون:
تعرض الجمهوريون للتهديد والإرهاب بشكل أساسي ضد التصويت على الإيرادات. الآن [البعض] يواجهون عمليات سحب. إنهم يعملون تحت تهديد إرهابي: «أنت تصوت للإيرادات وحياتك المهنية قد انتهت». لا أعرف لماذا نسمح بوجود هذا النوع من الإرهاب. أعتقد أن الأمر يتعلق بحرية التعبير، لكنه غير عادل للغاية.
حصل باس، وديف كوجديل، وداريل شتاينبرغ، ومايكل فيلينز على جائزة الملف الشخصي في الشجاعة لعام 2010 لقيادتهم في مفاوضات الميزانية وجهودهم لمعالجة الأزمة المالية الحادة. وقالت كارولين كينيدي عند تسليمها الجائزة:
في مواجهة أزمة الميزانية ذات الحجم غير المسبوق، كان لدى كارين باس وديف كوجديل وداريل شتاينبرغ ومايك فيلينز الشجاعة للتفاوض مع الحاكم أرنولد شوارزنيجر ومع بعضهم البعض بشأن حل وسط يعتقدون أنه في مصلحة مواطني كاليفورنيا. قدم كل منهم تضحيات، وكان كل منهم يعلم أن موافقته ستكون لها عواقب مؤلمة وبعيدة المدى على ناخبيهم وعلى حياتهم المهنية.

## مجلس النواب الأمريكي

### انتخابات

#### 2010

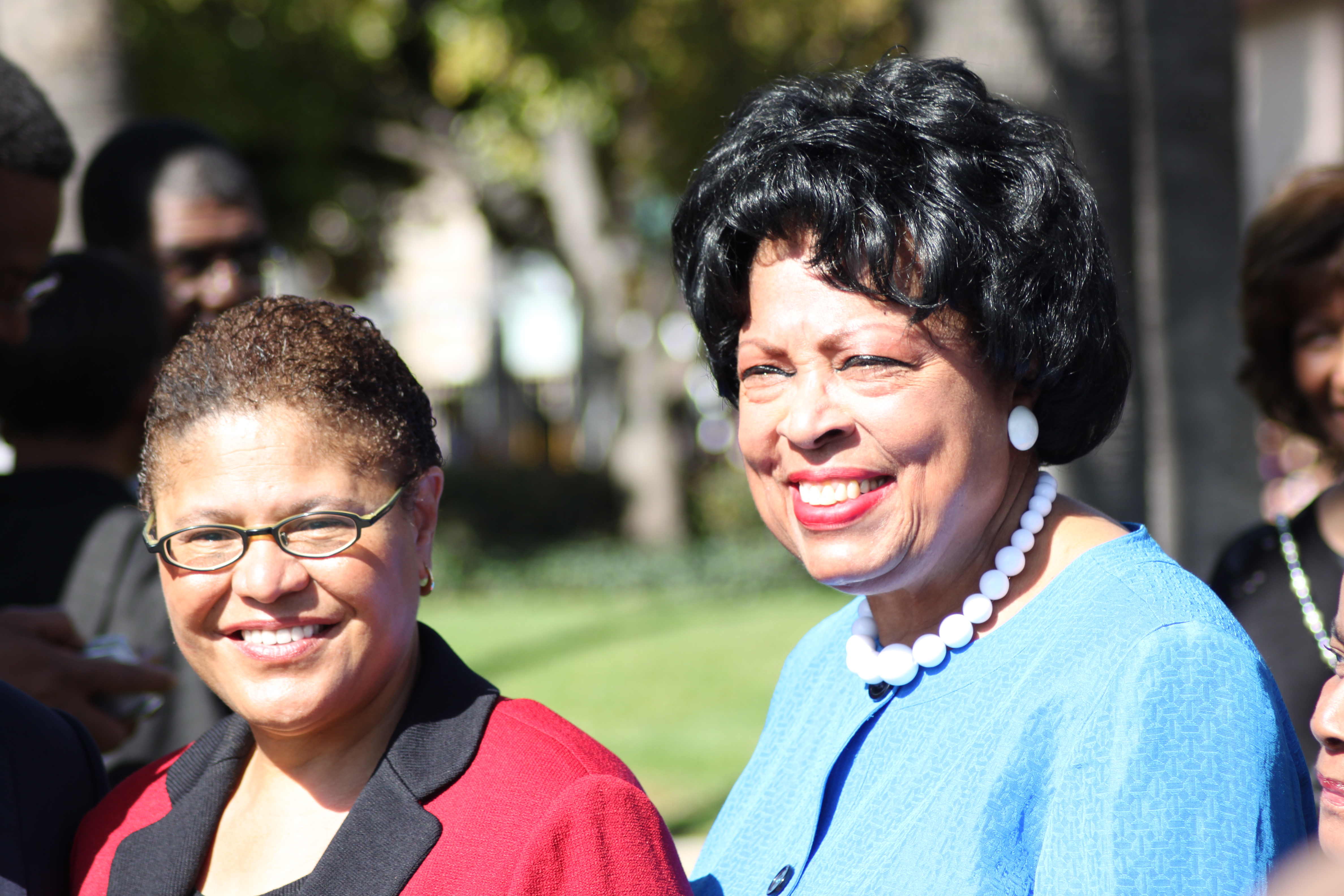
كارين باس مع ديان واتسون في اليوم الذي أعلنت فيه باس أنها ستخوض انتخابات الكونجرس الأمريكي في عام 2010.

في عام 2010، تقاعدت عضوة الكونغرس ديان واتسون من الكونغرس وشجعت باس على الترشح لمقعدها. لم تكن باس مؤهلة للترشح لإعادة انتخابها في مجلس الولاية في عام 2010 بسبب حدود ولاية كاليفورنيا، لذا في 18 فبراير 2010، أكدت باس ترشيحها لتمثيل مقاطعة الكونجرس الثالثة والثلاثين في كاليفورنيا.
جمع باس 932,281.19 دولارًا وأنفق 768.918.65 دولارًا. جاءت مساهماتها في حملتها لعام 2010 من مجموعات متنوعة، ولم تتبرع أي منها بأكثر من 15٪ من إجمالي أموال حملتها. كان المانحون الخمسة الرئيسيون لحملتها نقابات عمالية، بمبلغ 101,950 دولار؛ المؤسسات المالية، بمبلغ 90,350 دولار؛ المهنيين الصحيين، بمبلغ 87900 دولار؛ صناعة الترفيه، بمبلغ 52.400 دولار؛ والمحامون وشركات المحاماة بمبلغ 48650 دولارًا.

#### 2012
في إعادة تقسيم الدوائر بعد تعداد 2010 ، أعيد ترقيم المنطقة من 33 إلى 37 . في عام 2012 لم يكن لديها معارضة أولية، وفازت في الانتخابات العامة بنسبة 86٪ من الأصوات. جمعت 692,988.53 دولارًا وأنفقت 803,966.15 دولارًا، تاركة 52384.92 دولارًا في متناول اليد وديونًا قدرها 3297.59 دولارًا.
شارك باس في حملة إعادة انتخاب الرئيس باراك أوباما. لعبت دورًا قياديًا في منظمة «أميركيون من أصل أفريقي من أجل أوباما» في كاليفورنيا وعملت في مجلس القيادة القومي للأمريكيين من أصل أفريقي التابع لأوباما. عمل باس أيضًا كرئيس مشارك للأمريكيين الأفارقة لأوباما في كاليفورنيا خلال الحملة الرئاسية لعام 2008.

#### 2014
أعيد انتخاب باس لولاية ثالثة بنسبة 84.3٪ من الأصوات.

#### 2016
أعيد انتخاب باس لولاية رابعة بنسبة 81.1٪ من الأصوات. أيدت هيلاري كلينتون لمنصب الرئيس في عام 2015. في 3 أغسطس 2016، أطلق باس التماساً لتقييم المرشح آنذاك دونالد ترامب نفسياً، مشيراً إلى أنه أظهر أعراض اضطراب الشخصية النرجسية (NPD). ووقع العريضة 37218 مؤيدا. لم تحضر حفل تنصيب الرئيس ترامب بعد إجراء استطلاع على تويتر. 

#### 2018
مدفوعًا بانتخاب ترامب وفي محاولة لتوجيه إحباطات أنجيلينوس السياسية، أنشأ باس لجنة تغيير البحر لقيادة التغيير لتنشيط وتثقيف وتعبئة الناخبين. فازت في الانتخابات التمهيدية بنسبة 89.18٪ من الأصوات وأعيد انتخابها لولاية خامسة بنسبة 88.2٪ من الأصوات.

#### ممكن رئاسة البيت
بعد انتخابات 2018، استعاد الديمقراطيون الأغلبية في مجلس النواب. قام النائب سيث مولتون وآخرون ممن شعروا بأن القيادة الحالية «قديمة جدًا» بجمع التوقيعات لتحل محل نانسي بيلوسي كقائدة الديمقراطيين. كانت باس خيارهم الأول للقائد،  لكنها رفضت العرض، ودعم بيلوسي للمتحدث. في 28 نوفمبر 2018، فازت بيلوسي برئاسة المتحدثين بأغلبية 203 إلى 32 صوتًا.
مهام اللجنة
- لجنة القضاء
  - اللجنة الفرعية المعنية بالجريمة والإرهاب والأمن الداخلي والتحقيقات (رئيس)
  - اللجنة الفرعية للمحاكم والملكية الفكرية والإنترنت
- لجنة الشؤون الخارجية
  - اللجنة الفرعية لأفريقيا والصحة العالمية وحقوق الإنسان (رئيس) [44]

### عضويات التجمع
- الكتلة السوداء بالكونغرس (رئيس، 2019-2021) [45]
- تجمع الكونغرس حول رعاية الشباب، المؤسس والرئيس المشارك [46]
- تحالف الكونغرس بشأن التبني [47]
- تجمع الكونجرس السيخ الأمريكي
- مؤتمر الكونغرس المعني بالإدمان والعلاج والتعافي [48]
- الائتلاف لأبحاث وتعليم التوحد (كير)
- تجمع الكونغرس حول الرجال والفتيان السود
- تجمع حقوق الإبداع في الكونغرس
- كتلة السكري في الكونغرس
- كتلة صناعات الترفيه في الكونغرس
- كتلة الكونجرس في إثيوبيا
- كتلة الكونجرس حول فيروس نقص المناعة البشرية / الإيدز
- تجمع الكونغرس الدولي للحفظ [49]
- كتلة مساواة المثليين في الكونغرس
- تجمع مكتبة الكونغرس بالكونغرس
- مؤتمر الصحة العقلية العسكري بالكونغرس
- كتلة التصلب المتعدد في الكونجرس
- كتلة الكونغرس حول الأجواء الهادئة [50]
- تجمع العمل الاجتماعي في الكونغرس
- فرقة عمل حمى الوادي التابعة للكونغرس
- كتلة الكونجرس التقدمي [51]
- ميديكير لجميع القوقازيين

شغل باس منصب النائب الثاني لرئيس كتلة الكونجرس السود خلال المؤتمر الـ 115. تم انتخابها رئيسة CBC في 28 نوفمبر 2018  وعملت بهذه الصفة من 2019 إلى 2021.

### المواقف السياسية

#### العلاقات بين الولايات المتحدة وأفريقيا
طوال فترة عملها في الكونجرس، كانت باس من كبار الديمقراطيين في اللجنة الفرعية للشؤون الخارجية التابعة لمجلس النواب الأمريكي والمعنية بأفريقيا والصحة العالمية وحقوق الإنسان العالمية والمنظمات الدولية . هدفها هو تغيير كيفية إشراك واشنطن للدول الأفريقية وتعزيز الفرص العديدة لتوسيع التجارة والنمو الاقتصادي بينها وبين الولايات المتحدة. كانت إحدى أولوياتها الرئيسية إعادة تفويض وتعزيز قانون النمو والفرص في إفريقيا (AGOA)، والذي يمكّن أفريقيا الدول لتصدير البضائع إلى الولايات المتحدة معفاة من الرسوم الجمركية. في عام 2015، كان لباس دور فعال في إعادة تفويض الفاتورة. 
دعا باس إلى منع المجاعة وإنهائها في إفريقيا. في عام 2017، ساعدت في تأمين ما يقرب من مليار دولار من الأموال لمكافحة المجاعة في نيجيريا والصومال وجنوب السودان. كما قدمت أكثر من 50 مشروع قانون وقرارًا تتعلق بحماية الديمقراطية، وتوسيع الفرص الاقتصادية، وقضايا أخرى في إفريقيا. يواصل باس إشراك المغتربين الأفارقة في وجبات إفطار سياسية شعبية منتظمة، وهي مفتوحة للجمهور.[بحاجة لمصدر]

#### إصلاح رعاية الطفل
عند وصوله إلى الكونجرس، أسس باس مجموعة الكونجرس حول رعاية الشباب (CCFY)، وهي مجموعة من أعضاء الكونجرس من الحزبين الذين يطورون توصيات السياسة لتقوية نظام رعاية الطفل. كان أحد أهم الإنجازات التي حققتها المجموعة هو إقرار قانون خدمات منع الأسرة أولاً، والمعروف أيضًا باسم Family First ، والذي تم توقيعه ليصبح قانونًا كجزء من قانون الميزانية بين الحزبين في 9 فبراير 2018. يهدف هذا الإصلاح إلى تغيير أنظمة رعاية الطفل في جميع أنحاء البلاد من خلال معالجة الأسباب الرئيسية لإبعاد الأطفال عن منازلهم ووضعهم في رعاية التبني.
ابتداءً من مايو 2012، بدأ التجمع في استضافة يوم ظل الشباب للرعاية السنوية، والذي يأتي خلاله الشباب بالتبني إلى واشنطن العاصمة لمدة أسبوع للتعرف على الدعوة إلى إصلاحات نظام رعاية الطفل. يبلغ الأسبوع ذروته في يوم الظل، عندما يقضي المشاركون يومًا في متابعة أعضاء الكونجرس من خلال روتينهم اليومي. يعمل باس في مجلس إدارة المنظمة.

#### لجنة إجراءات التجمع
عينت نانسي بيلوسي باس لرئاسة اللجنة الديمقراطية للتجمع والإجراءات، التي كانت تُعرف سابقًا باسم لجنة الإشراف والدراسة والمراجعة (OSR)، في عام 2014. عملت بهذه الصفة لمدة ست سنوات. اللجنة مسؤولة عن مراجعة والتوصية بقواعد التجمع الديمقراطي لمجلس النواب. 

#### العدالة الجنائية
يعتقد باس أن نظام العدالة الجنائية مكسور جزئيًا بسبب معدلات الحبس غير المتكافئة للفقراء الملونين. يشغل باس حاليًا منصب رئيس اللجنة القضائية الفرعية التابعة لمجلس النواب والمعنية بالجريمة والإرهاب والأمن الداخلي. لطالما دعت إلى إصلاح العدالة الجنائية وإيلاء اهتمام خاص لطريقة معاملة النساء في نظام العدالة الجنائية: كيف دخلن النظام في الأصل، وكيف يتم معاملتهن في السجن، وماذا يحدث لهن بعد إطلاق سراحهن.[بحاجة لمصدر]
في عام 2018، صوتت لصالح قانون الخطوة الأولى، الذي قسم الديمقراطيين وركز على إعادة تأهيل السجناء من خلال تحفيزهم بإمكانية الإفراج المبكر. كانت مساهمتها في مشروع القانون عبارة عن قسم يتناول ما تعتبره ممارسة غير إنسانية لتقييد النساء بالأصفاد أثناء الحمل والمخاض والولادة.

#### بيئة
يعتقد باس أن تغير المناخ هو أحد أكبر التحديات التي تواجه البلاد والعالم.  قبل فترة وجيزة من استقالة سكوت بروت، مدير وكالة حماية البيئة، وقعت رسالة إلى ترامب تطالبها بفصل برويت بسبب انتهاكاتها الأخلاقية. يدعم باس أيضًا بقوة اتفاقية باريس للمناخ، وكان أحد أول 30 عضوًا في الكونغرس لدعم الصفقة الخضراء الجديدة. 

#### قانون السلاح
شارك باس في اعتصام 2016 ضد العنف المسلح في مجلس النواب. تبنى أعضاء الكونجرس الديمقراطيون شعار «لا مشروع قانون، لا كسر» في محاولة للدفع بإدخال تشريع يجعل من الصعب على الأمريكيين امتلاك أسلحة لحماية أنفسهم. يدعم باس بقوة التشريعات التي تحظر بيع ونقل وتصنيع واستيراد الأسلحة شبه الآلية وأجهزة تغذية الذخيرة القادرة على قبول أكثر من عشر جولات في الولايات المتحدة. في عام 2019، صوتت لصالح تشريع يطالب بفحص الخلفية لكل عملية بيع للأسلحة النارية  ولإغلاق الثغرة التي سمحت بالحصول على سلاح في مذبحة كنيسة تشارلستون.

#### رعاية صحية
يدعم باس الرعاية الصحية الشاملة وكان أحد مؤسسي الكونجرس للرعاية الطبية للجميع. لقد صوتت أكثر من 60 مرة ضد إلغاء قانون حماية المريض والرعاية الميسرة، معتقدة أنه يجب على الكونجرس تحسينه بدلاً من إلغائه. 

#### الإسكان
في تشرين الثاني (نوفمبر) 2016، دعم باس مرور تدبير HHH و Measure H ، اللذان يعدان بمليارات الدولارات لإسكان المشردين. قالت إنها تعتقد أن دعم الإسكان العام، وتعزيز تعديلات القروض وحماية المستهلكين من القروض غير المستدامة ليست ضرورية فقط لمساعدة الأسر والأفراد المعرضين للخطر، ولكنها أساسية للتعافي الاقتصادي.[بحاجة لمصدر]

#### الهجرة
في يوليو 2018، زار باس منشأة فدرالية تستخدم لاحتجاز عائلات المهاجرين والأطفال المنفصلين عن والديهم بعد دعوتهم لاستقالة وزيرة الأمن الداخلي كيرستين نيلسن. كما قدمت قانون حقوق وحدة الأسرة والحماية، الذي يتطلب من الحكومة الفيدرالية لم شمل العائلات التي تم فصلها قسراً على الحدود. 
يدعم باس قانون خيسوس «تشوي» غارسيا الجديد للمضي قدمًا، والذي يدعو إلى إصلاح نظام الهجرة.

#### العمل الإيجابي
أيد باس اقتراح الاقتراع في كاليفورنيا لإلغاء الحظر على سياسات القبول على أساس العرق.

#### إقالة دونالد ترامب
صوت باس لصالح المواد المقترحة لعزل ترامب. ومن بين الأصوات، غردت قائلة: «لقد أساء استخدام سلطة مكتبه. لقد عرقل الكونجرس. لا أحد فوق القانون.»  

#### الملكية الفكرية
يؤيد باس حيادية الإنترنت وقد دعم التشريعات لحماية الإنترنت من محاولات التراجع عن اللوائح. أيدت قانون تحديث الموسيقى لعام 2018، الذي أنشأ هيئة رسمية يديرها ناشرون تدير «الترخيص الميكانيكي» للمقطوعات الموسيقية المستضافة على خدمات بث الموسيقى.

#### إسرائيل
في عام 2020، كان باس واحدًا من أكثر من 115 نائباً ديمقراطياً وقعوا رسالة تنتقد خطة إسرائيل لضم أجزاء من الأراضي الفلسطينية في الضفة الغربية المحتلة. شاركت في رعاية قرار مجلس النواب رقم 729، الذي أعرب عن دعمه للمساعدات الدفاعية لإسرائيل.

#### وظائف
كافح باس لمنح تخفيضات ضريبية للشركات الصغيرة لتوظيف موظفين جدد، وزيادة تدفق الائتمان للشركات الصغيرة حتى يتمكنوا من النمو وخلق الوظائف، وتوسيع نطاق الائتمان الضريبي للبحث والتطوير الذي يشجع الابتكار وخلق فرص العمل. كما قدمت قانون التوظيف المحلي للسماح للمدن والمقاطعات بإعطاء الأولوية لتوظيف السكان المحليين لمشاريع البنية التحتية. أسفرت القاعدة عن وظائف جديدة في لوس أنجلوس. في مايو 2018، قدم باس وأعضاء التكتل الأسود بالكونغرس قانون الوظائف والعدالة لعام 2018، وهو تشريع شامل من شأنه أن يزيد من الحراك الاجتماعي الصاعد للأسر السوداء ويساعد على ضمان الحماية المتساوية بموجب القانون.[بحاجة لمصدر]

#### حقوق LGBTQ
في عام 2018، اختار نادي لوس أنجلوس ستونوول الديمقراطي باس مسؤوله العام لهذا العام. في عام 2019، صوتت لصالح قانون المساواة، الذي من شأنه أن يحظر التمييز ضد أفراد مجتمع الميم في الإسكان والتوظيف والتعليم والائتمان والتمويل، وأكثر من ذلك.[بحاجة لمصدر]

#### ديون قرض الطالب
في عام 2019، قدم باس تشريعين لمعالجة ديون قروض الطلاب. يعالج قانون عدالة قروض الطلاب لعام 2019 هذه الأزمة بثلاث طرق رئيسية: إنشاء معيار "10-10" جديد، وتحديد معدل الفائدة، وحساب تكلفة المعيشة. مع داني ديفيس، قدمت أيضًا قانون المعونة المالية للعدالة للطلاب (FAFSA)،  والذي من شأنه أن يلغي قانونًا يجعل من المستحيل على الأشخاص المدانين بالمخدرات الحصول على مساعدة مالية فيدرالية للتعليم العالي.

#### الضرائب
تعتبر باس ليبرالية في مناصبها المالية. حصلت على تصنيف 10٪ من جمعية دافعي الضرائب المحافظة في كاليفورنيا. يمنحها اتحاد المستهلكين الأكثر ليبرالية في كاليفورنيا تقييمات عالية جدًا. دعم باس إبقاء الضرائب منخفضة للطبقة الوسطى و «الإعفاءات الضريبية للشركات الصغيرة لتوظيف موظفين جدد». وقالت إن تخفيضات بوش الضريبية للأثرياء يجب أن تنتهي. في عام 2017، صوتت ضد قانون التخفيضات الضريبية والوظائف، مشيرة إلى تأثيره غير المتناسب على أسر الطبقة المتوسطة في كاليفورنيا. 

#### عدالة جورج فلويد في قانون الشرطة
بعد مقتل جورج فلويد واحتجاجات حاشدة على مستوى البلاد، شارك باس والممثل جيري نادلر في تأليف قانون جورج فلويد للعدالة في الشرطة لعام 2020، والذي من شأنه تقييد بعض ممارسات الشرطة وتسهيل مقاضاة الشرطة إذا خالفوا القانون. سيحظر مشروع القانون خنق الخنق وحمل السباتي وأوامر عدم الخنق.

وفقًا لـ ABC News:
كان تصويت الحزبين 236 - 181 للموافقة على الإجراء، وهو التدخل الفيدرالي الأكثر شمولاً في إنفاذ القانون منذ سنوات. من شأنه أن يلغي الحماية القانونية التي تحمي ضباط الشرطة من الدعاوى القضائية، ويسهل مقاضاتهم على ارتكاب مخالفات، ويفرض مجموعة جديدة من القيود على استخدام القوة المميتة، ويحظر بشكل فعال استخدام الخنق.
تمت الموافقة على مشروع القانون في مجلس النواب في 25 يونيو 2020، لكن من غير المتوقع أن يوافق عليه مجلس الشيوخ.

## نائب الرئيس وتكهنات إدارة بايدن
في يوليو 2020، تمت مناقشة باس باعتباره نائبًا محتملاً للمرشح الرئاسي الديمقراطي جو بايدن. وبحسب ما ورد، حصر بايدن مجال المرشحين المحتملين لمنصب نائب الرئيس على عدد قليل من النساء، واكتسب باس «قوة جذب حقيقية في المرحلة الأخيرة من البحث». ووصفت بوليتيكو باس بأنه «سياسي بناء الجسور يمكنه الحصول على الأوسمة والتنازلات من كلا جانبي الممر».
خلال هذا الوقت، ظهر فيديو لباس وهي تتحدث في افتتاح عام 2010 لكنيسة السيانتولوجيا في لوس أنجلوس خارج منطقتها. ألقى باس كلمة أشاد فيها بكنيسة السيانتولوجيا لمحاربتها عدم المساواة، وخص بالذكر كلمات مؤسسها إل رون هوبارد «أن جميع الناس من أي عرق أو لون أو عقيدة خلقوا بحقوق متساوية». في عام 2020، دافعت باس عن ملاحظاتها السابقة، وغردت قائلة إنها خاطبت «مجموعة من الأشخاص لديهم معتقدات مختلفة تمامًا عن معتقداتي» و «تحدثت بإيجاز عن أشياء أعتقد أن معظمنا يتفق معها». بالإضافة إلى ذلك، غرد باس، في إشارة إلى كنيسة السيانتولوجيا، أنه «منذ ذلك الحين، نشر حسابات مباشرة في الكتب والمقابلات والأفلام الوثائقية التي كشفت عن هذه المجموعة».
عندما اختار بايدن كمالا هاريس لمنصب نائب الرئيس، غرد باس، «KamalaHarris هو خيار رائع لنائب الرئيس. إن سعيها الدؤوب لتحقيق العدالة ومناصرتها الحثيثة للناس هو المطلوب الآن».
في نوفمبر 2020، نظر بايدن في منصب وزير الإسكان والتنمية الحضرية ووزير الصحة والخدمات الإنسانية. في النهاية، رشح بايدن المدعي العام لولاية كاليفورنيا كزافييه بيسيرا لهذا المنصب.

## 2022 انتخابات بلدية لوس أنجلوس
في 27 سبتمبر 2021، أعلنت باس ترشحها لمنصب عمدة لوس أنجلوس في انتخابات 2022. تركز حملتها على معالجة أسباب مشكلة التشرد في لوس أنجلوس. وقد أيد العمدة السابق أنطونيو فيلاريغوسا باس. 

## الحياة الشخصية
من عام 1980 إلى عام 1986، تزوج باس من خيسوس ليشوجا. بعد طلاقهما، قام باس وليشوجا بتربية ابنتهما وإخوتها معًا، وأولاد باس الأربعة، سيثيا، وعمر، وإيفيت ، وأولين معًا. قُتلت ابنتها إميليا باس ليتشوجا وصهرها مايكل رايت في حادث سيارة عام 2006.

## روابط خارجية
- موقع البيت الأمريكي الرسمي نسخة محفوظة 11 ديسمبر 2012 على موقع واي باك مشين.
- موقع الحملة
- انضم إلى California Karen Bass
- Karen Bass على مشروع الدليل المفتوح
- مرات الظهور على سي-سبان